# Luigi Chinazzo
Luigi Chinazzo (Pederobba, 18 luglio 1932 – 19 gennaio 2000) è stato un lottatore italiano.

## Biografia
Nato a Pederobba, in provincia di Treviso, nel 1932, gareggiò nella lotta libera, nelle classi di peso dei 52 kg (pesi mosca) o 57 (pesi gallo).
All'età di ventiquattro anni rappresentò l'Italia ai Giochi olimpici estivi di Melbourne 1956, nel torneo dei pesi mosca, perdendo sia il 1º che il 2º turno, rispettivamente contro il turco Hüseyin Akbaş, poi bronzo, e l'iraniano Mohamed Khojastehpour, poi argento.
L'anno successivo conquistò la medaglia di bronzo ai mondiali di Istanbul 1957, sempre nei 52 kg, arrivando sul podio dietro al turco Mehmet Kartal e al sovietico Mirian Calkalamanidze. Ai mondiali di Theren 1959 si classificò sesto.
L'anno successivo passò ai pesi gallo e fece la sua seconda apparizione olimpica a Roma 1960, in questa categoria di peso, vincendo 1º e 3º turno, ma non il 2º, e venendo eliminato al 4º dal bulgaro Neždet Zalev, poi argento.
Fu convocato ai Giochi del Mediterraneo di Napoli 1963, dove vinse il bronzo nel torneo dei pesi gallo.

## Palmarès
- Mondiali

Istanbul 1957: bronzo nei pesi mosca (52 kg);
- Giochi del Mediterraneo

Napoli 1963: : bronzo nei pesi gallo (57 kg);